# Näjern
Näjern är två varandra näraliggande sjöar några kilometer norr om Kristdala vid gränsen mellan Hultsfreds och Oskarshamns kommuner:
- Näjern (Kristdala socken, Småland, 636713-152326), sjö i Oskarshamns kommun, 57°25′43″N 16°10′48″Ö / 57.4286°N 16.1801°Ö (58,9 ha)
- Näjern (Kristdala socken, Småland, 636792-152028), sjö i Hultsfreds kommun och Oskarshamns kommun, 57°26′29″N 16°08′09″Ö / 57.4413°N 16.1359°Ö (65,5 ha)